# Oss fifflare emellan
Oss fifflare emellan (engelska: Deal of the Century) är en amerikansk långfilm från 1983 i regi av William Friedkin, med Chevy Chase, Sigourney Weaver och Gregory Hines i huvudrollerna.

## Handling
Filmen kretsar kring olika vapenhandlare, däribland Eddie Muntz (Chevy Chase), som konkurrerar sinsemellan för att få till ett kontrakt med en diktator.

## Rollista
| Chevy Chase       | – Eddie Muntz      |
| Sigourney Weaver  | – Catherine DeVoto |
| Gregory Hines     | – Ray Kasternak    |
| Vince Edwards     | – Frank Stryker    |
| William Marquez   | – Gen. Cordosa     |
| Eduardo Ricard    | – Col. Salgado     |
| Richard Herd      | – Lyle             |
| Graham Jarvis     | – Babers           |
| Wallace Shawn     | – Harold DeVoto    |
| Randi Brooks      | – Ms. Della Rosa   |
| Ebbe Roe Smith    | – Bob              |
| Richard Libertini | – Masaggi          |
| J.W. Smith        | – Will             |